# استان‌های سناتوری
استان‌های سناتوری، استان‌های رومی بودند که سنای روم فرماندار آن‌ها را بر می‌گزید. این استان‌ها دور از مرزهای امپراتوری بودند و بیم آشوب در آن‌ها نمی‌رفت؛ پس، اگر هم لژیونی در آن‌ها می‌ایستاد (تا از امکان سرکشی سنا در برابر امپراتور بکاهد) بسیار کم شمار می‌بود. این گونه استان‌ها معمولاً در کرانه دریای مدیترانه جای داشتند.این گونه استانداری پس از اگوستوس بر پا شد.
در سال ۱۴ پیش از زایش مسیح، این‌ها استان‌های سناتوری بودند:
- استان آخیا
- استان آفریقا
- استان آسیا
- استان کرت و سیرن
- قبرس
- گالیا ناربوننسیس
- هیسپانیا بائتیکا
- استان مقدونیه و تسالیا
- بیتینی و پونتوس
- استان کیلیکیه